# Антонович Володимир Йосипович
Володимир Йосипович (Осипович) Антонович (20 березня 1913, м. Долина, тепер Івано-Франківська область — 23 лютого 2010, м. Івано-Франківськ) — український музикант, диригент, педагог. 

## Життєпис
Народився 20 березня 1913 року в місті Долина (дільниця Новичка). Батько, Йосип Миколайович – майстер-солевар, мама, Угринівська Марія Михайлівна, закінчила учительську семінарію. 
Навчався у польській державній школі, але перейшов до української Рідної школи. Продовжив навчання в українській гімназії імені Шашкевича, але через закриття її польською владою, змушений був завершувати навчання в українській гімназії міста Яворів, де складав предмети екстерном. 
В 1933 році закінчує Львівський музичний інститут і працює диригентом оркестру в театрі міста Білостока. Згодом стає керівником оркестру мандоліністів в гімназії Рава-Руської. 

Учасники товариства Сокіл в Долині. Володимир Антонович третій зліва у другому ряду знизу. Долини, 14 травня 1939.

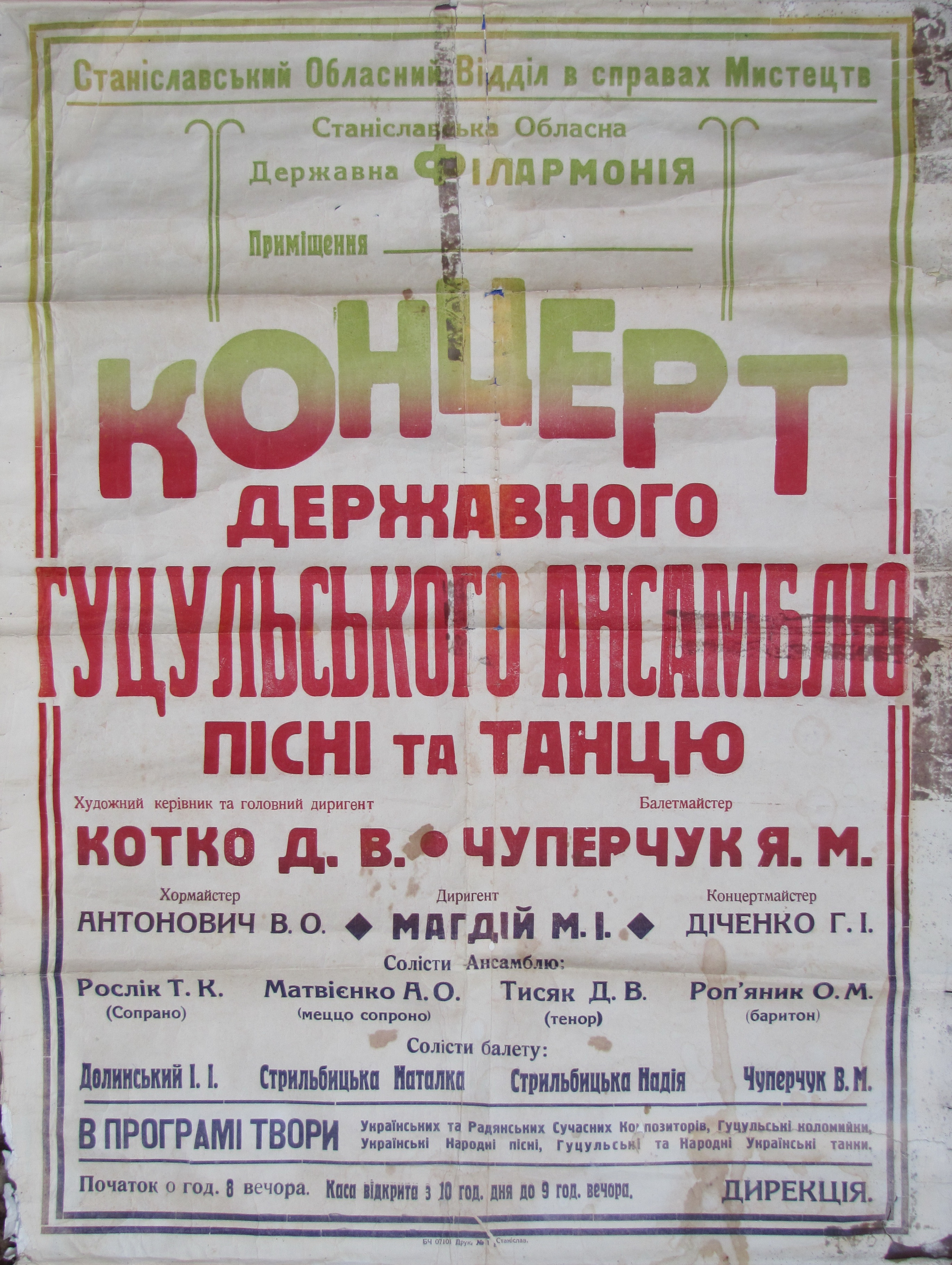
Одна з перших повоєнних афіш Гуцульського ансамблю пісні і танцю із зазначенням імені хормейстра В. Антоновича

З 1936 року проходить службу в армії у Познані. На запрошення брата переїздить до Варшави, де стає вільним слухачем по курсу стоматології. Через хворобу матері повернувся до Долини. Викладає музику і співи в Рідній школі. 
В 1939 році як резервіст мобілізований до армії та потрапляє в німецький полон. З табору його визволили брати Юліан і Михайло, які через італійське посольство домоглися свободи полоненим українцям. В 1942 році повертається до Долини, працює в кооперативному магазині, відновлює репетиції духового оркестру, вчить грі на духових інструментах багатьох охочих.
З 1944 року починає працювати диригентом в Гуцульському ансамблі пісні і танцю. Також  викладає німецьку мову та латину в Станіславському медичному інституті на кафедрі іноземних мов старшим викладачем. 
З вересня 1954 року працює педагогом духових інструментів в Станіславському музучилищі. 
27 серпня 1955 року призначений директором Долинської музичної школи. Крім того, працює керівником хору і оркестру лісокомбінату, нафтопромислу, організовує філії музичної школи в місті Болехові та смт. Вигода. 
З вересня 1960 року – виконуючий обов'язки завкафедри, старший викладач кафедри музики і співу Івано-Франківського педінституту. До 1978 року працює на теоретично-інструментальній кафедрі.
Помер 23 лютого 2010 року.

### Праці
- «Арабески пам’яті. Спогади Володимира Антоновича». — Київ:Видавничий дім АртЕк, 2022.— 280 с. ISBN 978-617-8043-34-6 [1]

## Вшанування пам'яті
- Рішенням Долинської міської ради. № 319-9/2011 від 04.08.2011 присвоєно звання «Почесний громадянин міста Долина».[2]
- 26 травня 2013 року відкрито на його честь меморіальну дошку на будівлі Долинської музичної школи імені Мирослава Антоновича.[3]